# Magnus Bunnskog
Jim Magnus Bunnskog, ursprungligen Carlsson, född 7 januari 1974 i Gunnarsjö i Västergötland, är en svensk kompositör och poet. Han studerade komposition på Gotlands Tonsättarskola i Visby, Kungliga Musikhögskolan i Stockholm och Conservatoire national supérieur de musique et de danse i Lyon. Därutöver har Magnus Bunnskog bedrivit författarstudier på Ölands folkhögskola. Teatervetenskapliga studier vid Stockholms universitet.
Under några år ingick Magnus Bunnskog i den svenska avantgardeteatergruppen Albatross med turnéer i norra Europa, och i Kamerun, Afrika. Bunnskog har ett särskilt tidigare intresse för samarbeten med andra konstnärliga discipliner. Som konstproducent på Beeoff.se med nätbaserad liveperformance, och i samarbeten med bildkonstnärer och installationsartister. Han har även arbetat med kortfilm, och skrivit musik för dans.
Bunnskog är verksam som konstnärlig ledare för Audiorama på Skeppsholmen i Stockholm. Han är även redaktör för tidskriften Nutida Musik.
2022 tilldelades Bunnskog tillsammans med musikpedagogen Susanna Leijonhufvud Kungl. Musikaliska Akademiens Bernadottestipendie. 

## Kompositioner

### Kammarmusik
- Raging quartet, 4 saxofoner, 1998;
- Resenärer, fl, ob/eng h, kl, fag, ten sax, pno, 1998;
- Andra Resenärer, fl, ob/eng h, kl, fag, ten sax, pno, 1998;
- Stråkkvartett ett - Solfångare, stråkkvartett, 1999;
- Deklaranterna I-III, picc, kl/baskl, pno, perc, str.kvartett, kb, 2000;
- How to say, flöjt, piano, 2004;
- Solo Piece for Flute in C, 2004;
- Éventail, varierande soloinstrument, 2005;
- Salute für Elfriede Jelinek, 3 elgitarrer, 2005;
- I like music, 1 eller flera slagverkare, 2006;
- Moby Dick, picc.fl/fl, ob, trb, vn, vc och elektronik, 2007;
- Excercising the dämons, 3 trumset, 2008;
- Saros, 2 slagverkare, 2014;
- Nur, santursolist och kammarensemble, 2015;
- Probe, för saxofonkvartett, textmaskin och elektronik, 2016.;

### Orkestermusik
- Naypyidaw, blåsorkester, 2007;
- The power of innocence, symfoniorkester med elgitarr, accordion och saxofonkvartett, 2008;
- Bonobo variations, 2017;

### Kör
- Tomasevangeliet, (text ur Tomasevangeliet), bl kör, 2000;
- Regnet svalkar skönt om sommaren (text: Anna Rydstedt), bl kör, 2002;
- Natt i juli, (text: tonsättaren), bl kör, 2003;
- Erst weis ich, was die liebe ist (text: trad. tysk källa), bl kör, 2002, reviderad 2005;
- Du är trädgårdens källa (text: Höga visan), bl kör, 2004;
- Song, (text: Allen Ginsberg), bl kör, 2004-2005;
- Med undantag av morgondagen (text: Bei Dao [övers: Göran Malmkvist]), manskör, 2005;
- Så går en dag (text: Christoph Friedrich Neander), bl kör, 2005;
- Ta i järn (text: Martin Vind Zettersten), bl kör, 2006;
- Lecture on something (text: John Cage), bl kör, bl.fl, synth, accord, perc, vla, vc,  2009;
- Das Verständlichste und das Unentbehrlichste (text: Novalis), bl kör, org, vc, kb, 2011;
- Das Allgemeine Broullion (text: Novalis), bl kör, 2011;
- meta/languge, bl kör, 2012;

### Vokalt
- Det händer bara på tåg (text: Anna Svensson), 3 sopr, 4 sax, 2 perc, 1997;
- Ce jeu de batonnets (text: anon. fransk källa), recit, hpa, pno 4 h, 1997;
- Som att stå i en sval eld, 2 röst, 2 vcl, 1998;
- Do not go gentle into that good night (text: Dylan Thomas), 2 sopr, horn, 2 trp, trb, 2000;
- Tre dikter (text: tonsättaren), alt, harpa, 2000;
- östersjöar IV (text: Tomas Tranströmer), sopr, bar, git, vln, 2001;
- Sju saknade sånger (text: Anna Rydstedt, Inger Christensen, tonsättaren), 2 sopr, 2 mz, bar, recit, 4 fl, 4 git, 4 vln, vla, *2 vcl, perc, harmonium, elbas, 2001-02;
- Wszelki wypadek (text: Wisława Szymborska [övers: Anders Bodegård]), mz/bar, piano, 2005;
- Det enda, (text: Anna Rydstedt), soloröst, 2005;
- A et B - Machaut reveries, (text: Guillame de Machaut), sopr, mz, a.git, 2 cor, trb, kb, pno, harmonium, celesta, 2 perc, 2007;
- I stormens öga, (text: Thandiwe Nthaisane), sopr, bar, orkester, 2010;
- Opera Park, (text: Rafael Alvarez Rosales), 2 sopr, 2 mz, cl, b-cl, cb-cl, a-sax, t-sax, bar-sax, tpt, trb, b-trb, euf, 3 perc, cemb, arp, vn, vla, vc, 2013;

### Elektroakustiskt
- ...kommentar på konstnärens villkor, 1999;
- Fina slipade längtan, 1999;
- Jag lägger på nu, 1999-2000;
- SKÅM, 1999-2000;
- Särt, 2000;
- Job; Intellect & Silence, 2005;
- Maa - Maa, 2005;
- A letter to mr. Lundberg, 2006;
- I like music, 2006;
- Resan till jordens medelpunkt, tillsammans med Marcus Wrangö, (text: Jules Verne), hörspel, 2010;

### Intermedia
- Kitchen (internetperformance), 1999;
- Solfångare, film (av tonsättaren), 1999-2000 (inkl stråkkvartett Solfångare);
- Tidevarv (utställning), 12 ljudobjekt (av tonsättaren), 12 skulpturer (av Kristian Körner), 1999-2000;
- Massa (installation), EAM, film (av Hanna Stahle), 2000;
- Rätta klagan, (Den talande Hunden), 2005;
- Soll d Schlaf nicht allmählich abgeschafft werden?, (text: Novalis), röst, 6 turntables, 2010;
- Conversations on Radio Art, installation för disklavier och elektronik, 2012;
- The fifth squire, videoinstallation för Hidden Mother, 2013;
- Ma, audiovisuell installation, 2016.;
- Friedman balancing a pencil on its point, installation för disklavier och elektronik, 2017;

### Musikdramatik
- Gibbrish! (dansföreställning), 2006;
- S:t Sebastians blick (kammaropera), 4 sångare, kammarensemble, elektronik, 2011;
- Rhesus (radioopera), 7 sångare, 2 skådespelare, orkester, elektronik, 2012. Libretto Öllegård Grundstroem, efter Héléna Marienské;
- Traum (kammaropera), 2 sångare, kammarensemble, 2015. Libretto Katarina Frostenson;